# گانچوتس
گانچوتس (به لاتین: Ganchovets) یک منطقهٔ مسکونی در بلغارستان است که در شهرستان دریانوو واقع شده‌است.